# 草原兔尾鼠
草原兔尾鼠（学名：Lagurus lagurus）为仓鼠科兔尾鼠属的动物。在中国大陆，分布于新疆等地，主要生活于森林草原、草原、半荒漠。该物种的模式产地在俄羅斯烏拉爾河。

## 亚种
- 草原兔尾鼠新疆亚种（学名：Lagurus lagurus altorum），Thomas于1912年命名。在中国大陆，分布于新疆等地。该物种的模式产地在新疆巴尔鲁克山。[2]